# Тимошівка (Кременчуцький район)
Тимо́шівка — село в Україні, у Градизькій селищній громаді Кременчуцького району Полтавської області. Населення станом на 1 січня 2011 року становить 108 осіб.

## Географія
Село розташоване між селами Бугаївка і Гриньки (3 км) та за 28 км від райцентру Глобине.
Поруч проходить траса національного значення Н08 Бориспіль—Кременчук—Дніпро—Запоріжжя.
Площа населеного пункту — 131,7 га.

## Населення
Населення станом на 1 січня 2011 року становить 108 осіб у 47 дворах.:
- 2001 — 144
- 2011 — 108

### Мова
Розподіл населення за рідною мовою за даними перепису 2001 року:
| Мова       | Кількість | Відсоток |
| ---------- | --------- | -------- |
| українська | 142       | 98.62%   |
| російська  | 1         | 0.69%    |
| білоруська | 1         | 0.69%    |
| Усього     | 144       | 100%     |

## Інфраструктура
На території села Тимошівка діють фельдшерський пункт та магазин.
Село газифіковане.